# 総合科学研究機構
総合科学研究機構（そうごうかがくけんきゅうきこう）は、茨城県土浦市に本部を置く、真空科学研究所を前身とする一般財団法人である。略称はCROSS。

## 設立
（この節の出典）
- 1988年（昭和63年）11月10日  - 真空技術の産学共同の研究所として高エネルギー物理学研究所教授の石丸肇を実質的な代表者として設立。
- 1998年 - 環境の変化や石丸肇の死去にともない従前の事業が成立しなくなったことから改組し、総合科学研究機構とする。
- 2011年 - 公益法人制度改革に対応し一般財団法人へ移行。東海事業センター(現在の中性子科学センター)設立。特定中性子線施設利用促進業務開始。

## 基本財産
100,000,000円

## 事業
- 『CROSS T&T』（年3回）の発行
- 学術講演会などを開催する研究交流事業
- 科研費申請支援等の研究支援事業
  - 特定先端大型研究施設の共用の促進に関する法律に定められたJ-PARCの共用部分(特定中性子線施設)の利用登録施設利用促進機関
- 調査受託事業
- 固有の研究事業

## 監督官庁
- 茨城県教育委員会（教育庁）

## 所在地
- 〒380-0921 茨城県土浦市上高津1601番地 筑波産学協同棟

## 歴代理事長
- 初代 宮本梧楼（東京大学名誉教授）
- 第2代 高良和武（東京大学･高エネ研各名誉教授）
- 第3代 岡田雅年（元科学技術庁金属材料技術研究所長）
- 第4代 西谷隆義 (学校法人筑波研究学園理事長・元茨城県議会議員)
- 第5代 横溝英明 (中性子科学センター長兼務 ･ 元独立行政法人日本原子力研究開発機構理事)

## 関連法人
- 学校法人筑波研究学園